# コンゴ民主共和国

コンゴ民主共和国
République démocratique du Congo

国の標語：Justice – Paix – Travail
（フランス語：正義、平和、勤労）
国歌：Debout Congolais（フランス語）
起て、コンゴ人よ
 

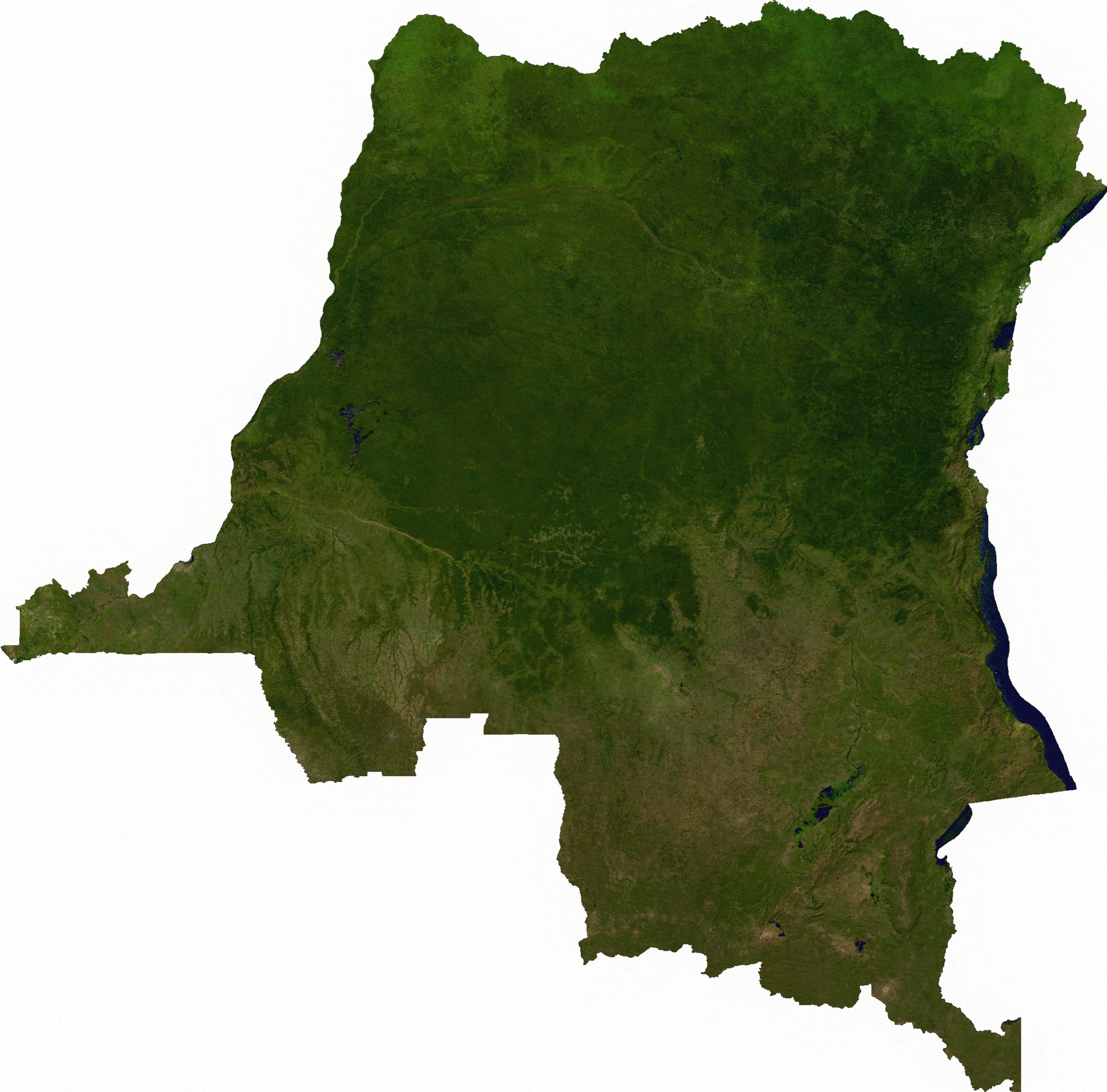
衛星写真

コンゴ民主共和国（コンゴみんしゅきょうわこく、仏: République démocratique du Congo、英: Democratic Republic of the Congo）は、中部アフリカに位置する共和制国家。首都はキンシャサ。
北西にコンゴ共和国、南西にアンゴラ、南にザンビア、東にタンザニア、ブルンジ、ルワンダ、北東にウガンダ、南スーダン、北に中央アフリカ共和国と国境を接し、西は大西洋に面する。かつてはザイールと称していた。

## 概要
同国はバントゥー語で「山」を意味するコンゴと呼ばれる地域の一部から成り立っている。
アフリカ大陸中央部のコンゴ川流域に広がり、アルジェリアに続いてアフリカ大陸で第2位の面積を擁し、世界全体でも第11位の面積を擁する。
15世紀ごろまではコンゴ王国の一体的な領域だったが、16世紀にポルトガルによる征服を経た後、19世紀のベルリン会議で3つの領地に分割されたことからベルギー領となり、約50年の植民地時代が続いた。
のちに独立を果たすが、国体が幾度か変更され、1971年からザイール共和国となる。1997年には国名をザイールから現在のものへ改称した。
また、2022年に7番目の東アフリカ共同体加盟国となった。
1960年6月30日に独立したが、その後の混乱（コンゴ動乱）やパトリス・ルムンバ首相の暗殺、1965年のクーデターによるモブツ・セセ・セコの台頭と権力掌握に直面した。モブツは1971年に国名をザイールに変更し、個人独裁体制を敷いた。モブツの時代、腐敗は最も深刻であったが、中央政府によって賄賂などの行為は無視され、IMFからの借款を不正に流用するクレプトクラシーを行った。
1997年にローラン・カビラのクーデターによりモブツは打倒され、国名を「コンゴ民主共和国（Democratic Republic of the Congo、DRC）」に戻し、社会主義と資本主義の両立を掲げる新政府が発足したが、経済管理の失敗や反ルワンダ感情、反ウガンダ感情による混乱により2001年に暗殺された。その後、ローラン・カビラの息子であるジョゼフ・カビラが29歳の若さで就任。ジョゼフ・カビラ政権下では国内の建て直しが行われたが、同国は依然として人権侵害、拷問、虐殺、貧困問題、紛争（英語版）に悩まされている。
コンゴは天然資源が非常に豊富だが、政情不安、インフラの不足、汚職、何世紀にもわたる商業および植民地での採掘と搾取に悩まされ、その後60年以上独立してきたが、広範な開発はほとんどなかった。首都キンシャサの他に、ルブンバシとムブジマイは、どちらも鉱山の影響を受けるコミュニティである。近年は、中国との貿易関係が深くなっている。人間開発指数では、コンゴは191か国中179位にランクされ、20年に及ぶさまざまな内戦と国内紛争の継続を経て、2018年の時点で約60万人のコンゴ難民が依然として近隣諸国に住んでいる。また、200万人の子供たちが飢餓の危険にさらされており、戦闘により450万人が避難を余儀なくされている。

## 国名
正式名称はフランス語で、République Démocratique du Congo（レピュブリク・デモクラティク・デュ・コンゴ）。
公式の英語表記は、Democratic Republic of the Congo（デモクラティク・リパブリク・オヴ・ザ・コンゴ）。
日本語の表記は、コンゴ民主共和国。報道などでの略称は「コンゴ（旧ザイール）」が多いが、「DRコンゴ」と呼ばれることもある。「コンゴ」はバントゥー語で「山」を意味する。
1960年から1964年の間の正式名称は西のコンゴ共和国と同じ「コンゴ共和国」であり、混同を避ける為にコンゴ・レオポルドビル、コンゴ・キンシャサなどの名称で呼ばれた。
なお国際連合に「コンゴ」名義で加入しているのはコンゴ共和国である。コンゴ民主共和国は政体名を含めた正式名称で加盟しており、「民主共和国」が省略されることはない。1960年、国際連合に「コンゴ (レオポルトヴィル)」として「コンゴ (ブラザヴィル)」（現在のコンゴ共和国）と同時に加盟したが、1971年にザイールへ改名した際に区別する必要が無くなったとしてコンゴ人民共和国（現在のコンゴ共和国）がコンゴ名義へ変更した。1997年に同国で「コンゴ」が国名に復活したが、先にコンゴ共和国がコンゴを名乗っており、重複を避けるため正式名称を使用することになった。
- 1885年 - 1908年 コンゴ自由国（ベルギー国王の私有地）
- 1908年 - 1960年 ベルギー領コンゴ
- 1960年 - 1964年 コンゴ共和国
- 1964年 - 1971年 コンゴ民主共和国
- 1971年 - 1997年 ザイール共和国
- 1997年 - 現在 コンゴ民主共和国

## 歴史

### コンゴ王国
13 - 17世紀にかけてコンゴ王国が栄えたほか、南部にはクバ王国があった。

### ベルギー植民地時代
1885年にベルギー国王レオポルド2世の私有地「コンゴ自由国」（フランス語: État indépendant du Congo、1885年 - 1908年）とされた。「国」となっているが、当時のコンゴは、ベルギー議会の影響も及ばない国王の完全な私有地であった。当初、レオポルド2世は私費を切り詰めて鉄道を建設するなどコンゴの近代化を推進したが、すぐに圧政に転じた。現地住民は象牙やゴムの採集を強制され、規定の量に到達できないと手足を切断するという残虐な刑罰が情け容赦なく科された。当時、大なり小なり、植民地での強制的な収奪を当たり前のものとしていた欧州諸国においてもこの圧政は非難の的となり、植民地経営に関心がなかったベルギー政府を動かすこととなった。
1908年、ベルギー政府は国王からコンゴを買い取り、所有権がベルギー政府に移され、コンゴは正式に植民地ベルギー領コンゴ（1908年 - 1960年）となった。1950年代後半からジョゼフ・カサブブのコンゴ人同盟（Alliance des Bakongo）、パトリス・ルムンバのコンゴ国民運動（MNC）が独立闘争を開始。
独立から50年以上経過した2020年、フィリップ国王はコンゴの大統領に宛てた書簡で、植民地支配について「遺憾の極み」を伝えた。さらに2022年にはコンゴを訪問。演説の中で植民地支配により同国に与えた「苦痛と屈辱」に対し、改めて遺憾の意を表明した。

### 独立とコンゴ動乱
1960年6月30日にコンゴ共和国（1964年、コンゴ民主共和国に改称）としてベルギーから独立。カサブブは大統領、ルムンバは首相に就任。独立から1週間も経たずして内乱とベルギー軍の介入を経験し、「コンゴ動乱」が始まる。1961年、ルムンバ首相が殺害される。

### ザイール共和国（モブツ政権）・第一次コンゴ戦争

ザイール共和国の国旗

1965年11月、モブツ商務・雇用・貿易相がクーデターで実権を掌握。1997年までの32年間モブツ大統領の独裁が続いた。
1971年に国名をザイール共和国　(République du Zaïre) に改める。同時に通貨がコンゴ・フランからザイールに変更された。革命人民運動 (MPR) の一党独裁制が敷かれ、民族主義的なザイール化政策 が推進される。
1974年10月30日、ベトナム戦争への徴兵を拒否してWBA・WBC統一ヘビー級王座を剥奪されたモハメド・アリがジョージ・フォアマンに挑戦し、ザイールの首都キンシャサで "The Rumble in the Jungle"（キンシャサの奇跡）と呼ばれる王者奪還劇を果した。当時のザイールではモブツを支援したアメリカに反発する感情が根強く、アリへの大声援（スワヒリ語で "Ali bomaye!" と言っていた）が送られる模様がテレビで夜10時から全米に生中継された。
1977年、エボラ出血熱がエボラ川流域で確認された。
1977年3月8日、第一次シャバ紛争。1978年5月11日、第二次シャバ紛争。1978年5月18日、コルヴェジの戦い。
1990年4月、民主化要求の高まりを受け議会は11月に複数政党制への道を開く憲法修正案を可決する。12月、任期2期を満了したモブツ大統領が3選を禁止した憲法条項を無視し辞任を拒否した。
議会は1996年4月、東部南キヴ州のツチ系バニャムレンゲの追放を決議し政府軍が攻撃。ルワンダ、ウガンダ、ブルンジなど周辺諸国に支援されたバニャムレンゲやコンゴ・ザイール解放民主勢力連合 (AFDL) などの武装組織が反撃し、1997年5月の第一次コンゴ戦争ではアンゴラがザイールに出兵し、キンシャサを制圧してモブツ政権は崩壊した。

### コンゴ民主共和国・第二次コンゴ戦争

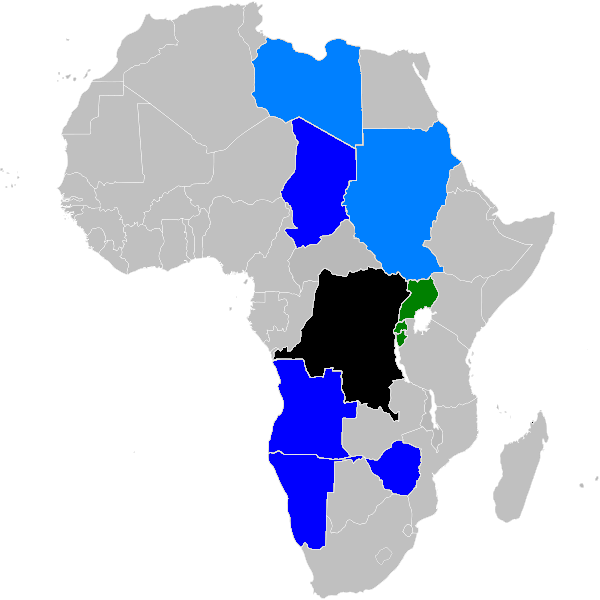
第二次コンゴ戦争の交戦国。黒: コンゴ民主共和国 (DRC)、緑: 反DRC連合、濃青: DRC連合、薄青: DRC連合（直接は介入せず）

AFDLのローラン・カビラ議長が大統領に就任、国名をザイール共和国からコンゴ民主共和国に変更した。カビラは司法権を除く全権を自身に付与することを発表するなど、強権支配体制を敷いた。カビラはツチ系が政権を握るルワンダなどの影響力が強まることを恐れ、政権や軍部からツチ系の排除を始めたために1998年8月に東部を中心として第二次コンゴ戦争に発展（イトゥリ紛争の継続、キヴ紛争の開始）。国内のダイヤモンドやコバルトなどの豊富な鉱産資源に関する利権も絡み、反政府勢力コンゴ民主連合 (RCD) を主にウガンダとルワンダが、政府軍を主にジンバブエ、ナミビア、アンゴラが支援する事態となった。戦闘などで住民20万人以上が死亡し、紛争に伴う食糧・医薬品不足などでさらに150万人が死亡したとされる。
1998年から2000年に東部州（現高ウエレ州）の金鉱山（ドゥルバ鉱山とワツァ鉱山）でマールブルグ熱の感染により128人が死亡した。
政府と介入5か国は1999年7月、ザンビアのルサカでルサカ停戦協定に調印。しかしカビラ大統領は国連部隊の自由な展開を拒否し、停戦は事実上無効化した。2001年1月16日、ローラン・カビラ大統領が暗殺され（護衛兵に撃たれ死亡）、26日に後継者に第二次コンゴ戦争をコンゴ軍参謀総長として指揮していた長男のジョゼフ・カビラが選ばれ、当時世界最年少の大統領となった。
和平協定に向け、2001年10月15日からエチオピアのアディスアベバで対話が実現。ルワンダが支援するコンゴ民主連合 (RCD)、ウガンダが支援するコンゴ解放運動 (MLC)、そしてRCDから分離したコンゴ民主連合解放運動 (RCD-ML) の主要反政府勢力3組織などが、協議継続などをうたった共同声明に調印した。
2002年2月25日、戦争終結を目指す各派の対話がボツワナのクェット・マシーレ前大統領を調停役として南アフリカのサンシティで再開されたが決裂。対話は南アフリカのプレトリアで、セネガルのニアセ前首相の仲介で再開され、反政府勢力からRCDとMLCが参加した。2002年8月、ムベキ南アフリカ大統領の仲介により、12月にプレトリア包括和平合意が成立した。この第二次コンゴ戦争で起きた虐殺・病・飢えで死んだものは500~600万人とされる。
2003年にはコンゴ共和国の感染爆発が飛火した北部地方でエボラ出血熱が流行。死亡者は100名以上に及んだ。また、同国を生息地とするゴリラへも感染が広がり、2005年までに全個体数の2/3にあたる約5,500匹が死亡したと発表されている。2003年7月、合意に基づきコンゴ民主共和国暫定政府が正式に発足。しかし暫定政権はその後も国内すべてを掌握できず、引き続き戦争状態が続いた。民族対立とも相まって東部（イトゥリ州、南キヴ州、北キヴ州）は虐殺・略奪・強姦の頻発する一種の無法地帯となった。

### 民主化
和平合意により2005年に大統領選挙と国民議会選挙を行い民主的政権に移管する予定だったが、同年7月に選挙準備の遅れを理由に延期された。2005年12月には、この選挙の前提としての憲法草案に対する国民投票が行われ、賛成多数で可決した。この結果を受けて2006年2月18日に新憲法が発効され、2006年6月に選挙が実施されることが決まった。
しかし、各地で武装組織の活動が続き、不穏な情勢の中で投票日を迎えた。2006年6月までに実施を予定していたが、実施されたのは同年7月30日であった。2006年7月30日、大統領選挙と議会選挙が行われた。定数500。8月20日、大統領選挙の暫定公式結果が発表された。当選に必要な過半数の得票率の候補者がなく10月29日に上位2人の決選投票が行われることになった。独立選挙委員会の発表によると、「大統領多数派連合」から立候補したカビラ暫定政府大統領の得票数は44.81%。元コンゴ解放運動 (MLC) 指導者で暫定政府副大統領のベンバが20.03%で2位。投票率は、約2500万人の登録有権者のうち70%が投票した。

### 2007年以降の暴力・紛争
2007年8月3日、アルバート湖（ホイマ県タロー石油）で石油探査中のウガンダ側のヘリテージ・オイル社とコンゴ側が交戦し、両国が国境に軍隊を派遣。ウガンダと南スーダン自治政府軍による神の抵抗軍（LRA）掃討作戦ガランバ攻勢（2008年12月14日 - 2009年3月15日）に協力する部隊を派遣した。神の抵抗軍の国内における組織的な活動は低下し、2013年現在、国軍は、国内でLRAは活動していないとしている。
2009年時点でコンゴ国民は毎月およそ45000人が亡くなっていたと考えられており 、長い紛争の間に死亡した人数は90万人から540万人程度と推計された。死亡者数は蔓延る感染病と飢饉によるものである。報告によれば、亡くなった人のほぼ半数が5歳以下の子供であった。民間人を殺害する武器の運び屋や、資産の破壊、性的暴力の拡散、何十万もの人々を家から逃げ出させる人道主義や人権法違反が度々報告されていた。コンゴ民主共和国では毎年40万人以上の女性がレイプされているとの研究結果もある。
2012年11月20日、ウガンダとルワンダに支援された3月23日運動が紛争を起こした（3月23日運動の反乱）。政府は両国を非難した。
2013年2月24日、コンゴ民主共和国を安定化させるための国際連合が後援する協定(コンゴ民主共和国と周辺地域の安全保障・協力にむけた枠組み)がエチオピアの首都アディスアベバで調印された。調印したのはコンゴ民主共和国、コンゴ共和国、アンゴラ、ブルンジ、中央アフリカ共和国、ルワンダ、南アフリカ、南スーダン、ウガンダ、タンザニアからなるアフリカの11ヶ国である （UN News Centre 2013年）。同年3月28日の国際連合安全保障理事会決議2098により国連初の目標を限定した平和執行部隊である強制介入旅団（FIB）が設置され、国連による本格的な武力介入が始まり、同年11月6日に3月23日運動は壊滅的打撃を受けて降伏した。
2014年6月11日、コンゴ民主共和国とルワンダの国境付近で双方の軍が自国側に侵入したとして発砲を開始。コンゴ民主共和国軍の5人が死亡した。

### 2018年の大統領選挙
2016年12月、同月19日に任期が切れたにも拘らず退陣せず居座るカビラ大統領に対し退陣デモが発生し、治安部隊の鎮圧により少なくとも40人が死亡し460人が拘束された。2017年末までに大統領選を実施することで与野党が合意したものの、選挙管理委員会は有権者登録の遅れを理由に選挙実施を2019年4月以降に延期した。
2018年12月30日、カビラ大統領の後継者と野党の2候補の計3人による大統領選挙が行われたが、開票の結果全ての候補者が優勢であることを主張するなど情勢は混乱を極めた。2019年1月1日、コンゴ政府はインターネットを通じた主張が騒乱を招くとしてネットの遮断を行った。その後、1月10日に選挙管理委員会は野党候補である民主社会進歩同盟（UDPS）のフェリックス・チセケディが約38.6％の得票率を得て勝利したと発表した。

### 2020年代
2020年代に入ると、反政府組織M23（3月23日運動）が東部地域で活発化、2025年1月23日には平和維持活動に従事していた南アフリカ共和国、マラウイ、ウルグアイの兵士ら13人が死亡する衝突も発生した。コンゴ政府は、M23を支援しているとして隣国のルワンダを非難、同国に駐在する外交官を引き揚げさせた。国内の統一と安定を図るため国民統合内閣の樹立に向けた協議が同年3月24日から4月8日までの約2週間、大統領主導で行われたが、一部の野党は政権の正当化に利用されることを警戒してボイコットした。
2025年6月27日、コンゴ民主共和国はアメリカ合衆国との仲介で、ルワンダとの間で和平協定を締結した。

## 政治

### 政府
政治体制は共和制。
- 大統領：フェリックス・チセケディ（2019年1月24日就任）
- 内閣：閣僚は大統領が任免。新憲法下で首相職が新設され、現在はジュディス・スミンワがその地位にある。

### 議会
二院制で、元老院（上院に相当、間接選挙）と国民議会（下院に相当、直接選挙、500議席）で構成される。

### 政党
チセケディ政権与党の民主社会進歩連合 (UDSP)、旧カビラ政権の与党再建民主人民党 (PPRD)、ADFLの後身人民権力委員会 (CPP) のほか、旧モブツ政権下の独裁政党革命人民運動 (MPR)、そしてキリスト教民主社会党 (PDSC) など。

## 国際関係

### 日本
1960年のコンゴ民主共和国独立と同時に国家承認し、大使館を開設。コンゴ川に唯一架かるマタディ橋は日本の援助で建設された。
明治初期、岩倉使節団はベルギーを訪問した際、後に「コンゴ自由国」の支配者となるレオポルド2世に謁見した。
1921年（大正10年）の3月3日から9月3日までの6ヶ月間、当時皇太子であった裕仁親王(後の昭和天皇)が、欧州訪問を行った際(皇太子裕仁親王の欧州訪問)、ベルギーに滞在していた6月11日、レオポルド2世の墓に参拝した。
昭和戦後には、京都大学に京都大学霊長類研究所 が設置され、 山極寿一や松沢哲郎などの霊長類学の研究者によって、コンゴ民主共和国におけるゴリラやチンパンジー、ボノボなどの霊長類などの調査・研究が行われている。
在留日本人数 - 98人（2022年6月現在）
在日コンゴ民主共和国人数 - 495人（2021年6月）

### 駐日コンゴ民主共和国大使館
- 住所：東京都港区南青山2-9-21
- アクセス：東京メトロ銀座線外苑前駅4番出口

### 中華人民共和国
1972年に国交を樹立、モブツやカビラ親子の時代から軍事的にも経済的にも密接な関係を持ってきた。ザイールの時代には第一次シャバ紛争などで中国から軍事顧問団の派遣や戦車などの武器供与を受け、モブツの所有する中国庭園やコンゴ議会の所在するキンシャサ人民宮殿と国立競技場のスタッド・デ・マルティールなども中国の援助で建設された。コンゴ軍参謀総長を務め、コンゴ初の普通選挙で選ばれた大統領でもあるジョゼフ・カビラは中国人民解放軍国防大学に留学していた経歴を持つ。
国際連合コンゴ民主共和国安定化ミッションでは中国人民解放軍の平和維持部隊を派兵し、コンゴ軍の訓練も行っていた。コンゴ民主共和国への投資も積極的に行い、なかでも中国企業の洛陽欒川モリブデンによる世界最大の銅コバルト鉱山テンケ・フングルーメ鉱山の買収はコンゴ最大の外国投資とされる。人権団体のアムネスティは児童労働などでコンゴから得て硫酸コバルトや酸化コバルトなどコバルトの精製品の8割近くを生産している中国企業がApple、マイクロソフト、サムスン、ソニー、ダイムラー、フォルクスワーゲンなど多国籍企業に供給していると批判して問題となった。コンゴ民主共和国にとって重要な資源輸出経路であるベンゲラ鉄道は中国の支援で開通している。

## 地理

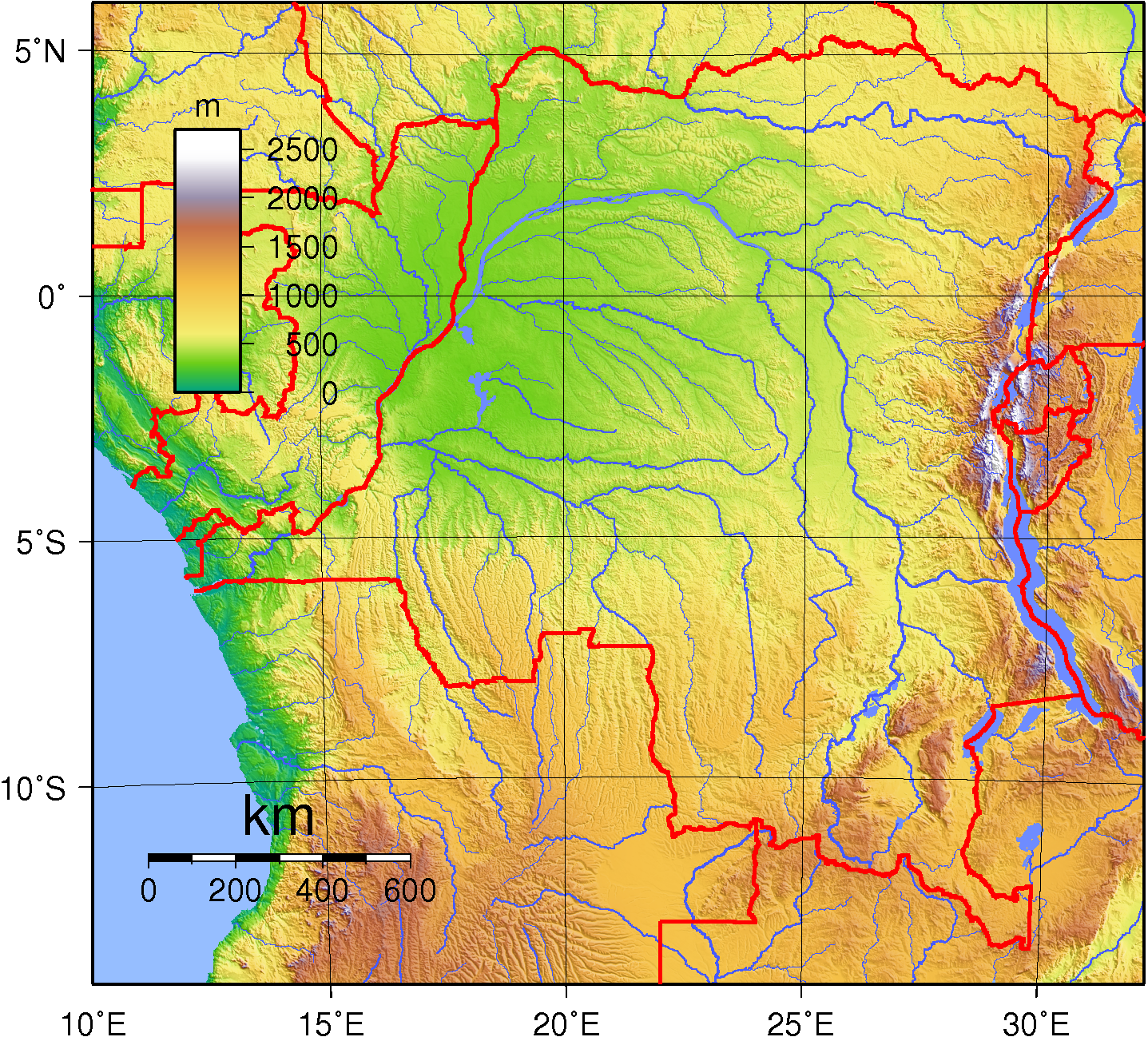
コンゴ民主共和国の地形図

コンゴ民主共和国の面積は西ヨーロッパに匹敵する。3分の1が赤道の北側に、3分の2が南側に位置する。非常に雨が多く、雷も地球上で最も多い。年間降雨量は場所により2,000ミリを超え、アマゾンに次ぐ広さの熱帯雨林を抱える。西の大西洋へゆっくり下るコンゴ川の流域は広大なコンゴ盆地の大部分を占める。南はサバンナに続く高地に、西は山がちの台地に、北は草地に囲まれ、最も東には氷河で覆われる高山がある。
コンゴの名前はコンゴ川と植民地以前に存在したコンゴ王国に由来する。流域はコンゴの経済・輸送の背骨であり、住民の日常生活に大きく影響している。アフリカ大地溝帯にあるボヨマ滝の下流のキサンガニから西へ流れ始め、ゆっくり南西に向きを変え、ムバンダカを過ぎてウバンギ川と合流し、プールマレボ（スタンレープール）に注ぐ。キンシャサとブラザヴィルはこのプールの対岸同士である。ここから川幅が狭くなり、峡谷にはいくつもの急流と瀑布があり、集合的にリビングストン滝と呼ばれる。アマゾン川に次ぐ流量と流域面積を誇るが、コンゴが大西洋に面する部分はコンゴ川の北側40kmに過ぎない。
大地溝帯は火山活動を起こし、アルバート湖、エドワード湖、タンガニーカ湖などの大湖を形成した。最も重要なのは南部と東部にある膨大な鉱物資源を地表へ露出させ採掘可能にしたことである。コバルト、銅、カドミウム、ダイアモンド、金、銀、亜鉛、マンガン、錫、ゲルマニウム、ウラン、ラジウム、ボーキサイト、鉄鉱、石炭がすべて豊富にあり、とくに南東部カタンガ地域が有名である。2002年1月17日に噴火したニーラゴンゴ火山の溶岩は幅50m、時速60kmの早さで流れてゴマ市付近を襲い、45人を死亡させ12万人の家を奪った。40万人が避難し、キブ湖の魚が全滅した。半年後には近くのニャムラギラ火山も噴火し、2006年に再噴火している。
陸上国境線と海岸線の合計のうち海岸線が占める割合が0.3%しかなく、準内陸国に分類されている。この0.3%という値は世界に存在する8つの準内陸国の中で最も小さい。

## 地方行政区分

州及びキンシャサ

2015年からキンシャサ市および以下の25の州によって構成されている。
| #   | 州               | フランス語名   | 州都           | 人口 (2020年推定) | 面積 (km2) | 人口密度 (人/km2) | 旧州 (2015年以前) |
| --- | ---------------- | -------------- | -------------- | ----------------- | ---------- | ----------------- | ----------------- |
| 1.  | キンシャサ特別州 | Kinshasa       | -              | 14,565,700        | 9,965      | 1,462             | キンシャサ特別州  |
| 2.  | コンゴ中央州     | Bas-Congo      | マタディ       | 6,838,500         | 53,920     | 127               | コンゴ中央州      |
| 3.  | クワンゴ州       | Kwango         | ケンジュ       | 2,618,700         | 89,974     | 29                | バンドゥンドゥ州  |
| 4.  | クウィル州       | Kwilu          | バンドゥンドゥ | 6,682,300         | 78,533     | 85                | バンドゥンドゥ州  |
| 5.  | マイ＝ンドンベ州 | Mai-Ndombe     | イノンゴ       | 2,254,100         | 127,343    | 18                | バンドゥンドゥ州  |
| 6.  | カサイ州         | Kasaï          | ツィカパ       | 3,417,000         | 95,631     | 36                | 西カサイ州        |
| 7.  | 中央カサイ州     | Kasaï-Central  | カナンガ       | 4,045,300         | 59,500     | 68                | 西カサイ州        |
| 8.  | 東カサイ州       | Kasaï-Oriental | ムブジマイ     | 3,864,300         | 9,545      | 405               | 旧東カサイ州      |
| 9.  | ロマミ州         | Lomami         | カビンダ       | 3,001,900         | 56,426     | 53                | 旧東カサイ州      |
| 10. | サンクル州       | Sankuru        | ルサンボ       | 2,593,400         | 104,331    | 25                | 旧東カサイ州      |
| 11. | マニエマ州       | Maniema        | キンドゥ       | 2,856,300         | 132,520    | 22                | マニエマ州        |
| 12. | 南キヴ州         | Sud-Kivu       | ブカヴ         | 7,066,400         | 64,791     | 109               | 南キヴ州          |
| 13. | 北キヴ州         | Nord-Kivu      | ゴマ           | 8,147,400         | 59,483     | 137               | 北キヴ州          |
| 14. | イトゥリ州       | Ituri          | ブニア         | 4,392,200         | 65,658     | 67                | 東部州            |
| 15. | 高ウエレ州       | Haut-Uele      | イシロ         | 2,242,500         | 89,683     | 25                | 東部州            |
| 16. | ツォポ州         | Tshopo         | キサンガニ     | 2,829,700         | 199,567    | 14                | 東部州            |
| 17. | 低ウエレ州       | Bas-Uele       | ブタ           | 1,369,600         | 148,331    | 9                 | 東部州            |
| 18. | 北ウバンギ州     | Nord-Ubangi    | バドリテ       | 1,542,500         | 56,644     | 27                | 旧赤道州          |
| 19. | モンガラ州       | Mongala        | リサラ         | 2,114,100         | 58,141     | 36                | 旧赤道州          |
| 20. | 南ウバンギ州     | Sud-Ubangi     | ゲメナ         | 2,987,100         | 51,648     | 58                | 旧赤道州          |
| 21. | 赤道州           | Équateur       | ムバンダカ     | 1,856,000         | 103,902    | 18                | 旧赤道州          |
| 22. | ツアパ州         | Tshuapa        | ボエンデ       | 1,944,500         | 132,957    | 15                | 旧赤道州          |
| 23. | タンガニーカ州   | Tanganyika     | カレミ         | 3,792,200         | 134,940    | 28                | カタンガ州        |
| 24. | 上ロマミ州       | Haut-Lomami    | カミナ         | 3,662,800         | 108,204    | 34                | カタンガ州        |
| 25. | ルアラバ州       | Lualaba        | コルヴェジ     | 3,183,300         | 121,308    | 26                | カタンガ州        |
| 26. | 上カタンガ州     | Haut-Katanga   | ルブンバシ     | 5,718,800         | 132,425    | 43                | カタンガ州        |

### 主要都市

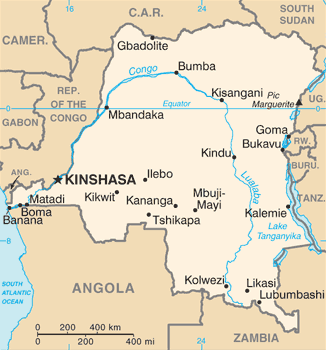
コンゴ民主共和国の地図

| 順位 | 都市               | フランス語 | 人口      | 州               |
| ---- | ------------------ | ---------- | --------- | ---------------- |
| 1.   | キンシャサ         | Kinshasa   | 7,785,965 | キンシャサ       |
| 2.   | ルブンバシ         | Lubumbashi | 1,373,770 | 上カタンガ州     |
| 3.   | ムブジマイ         | Mbuji-Mayi | 874,761   | 東カサイ州       |
| 4.   | キサンガニ         | Kisangani  | 539,158   | ツォポ州         |
| 5.   | カナンガ           | Kananga    | 463,546   | ルルア州         |
| 6.   | リカシ             | Likasi     | 422,414   | 上カタンガ州     |
| 7.   | コルヴェジ         | Kolwezi    | 418,000   | ルアラバ州       |
| 8.   | ツィカパ           | Tshikapa   | 267,462   | カサイ州         |
| 9.   | ブカヴ             | Bukavu     | 225,389   | 南キヴ州         |
| 10.  | ムワンヌ・ディトゥ | Mwene-Ditu | 189,177   | ロマミ州         |
| 11.  | キクウィト         | Kikwit     | 186,991   | クウィル州       |
| 12.  | ムバンダカ         | Mubandaka  | 184,185   | 赤道州           |
| 13.  | マタディ           | Matadi     | 180,109   | コンゴ中央州     |
| 14.  | ウビラ             | Uvira      | 170,391   | 南キヴ州         |
| 15.  | ブテンボ           | Butembo    | 154,621   | 北キヴ州         |
| 16.  | ガンダジカ         | Gandajika  | 154,425   | ロマミ州         |
| 17.  | カレミ             | Kalemie    | 146,974   | タンガニーカ州   |
| 18.  | ゴマ               | Goma       | 144,124   | 北キヴ州         |
| 19.  | キンドゥ           | Kindu      | 135,698   | マニエマ州       |
| 20.  | イシロ             | Isiro      | 127,076   | 高ウエレ州       |
| 21.  | バンドゥンドゥ     | Bandundu   | 118,211   | マイ＝ンドンベ州 |
| 22.  | ゲメナ             | Gemena     | 117,639   | 南ウバンギ州     |
| 23.  | イレボ             | Ilebo      | 107,093   | カサイ州         |

## 経済

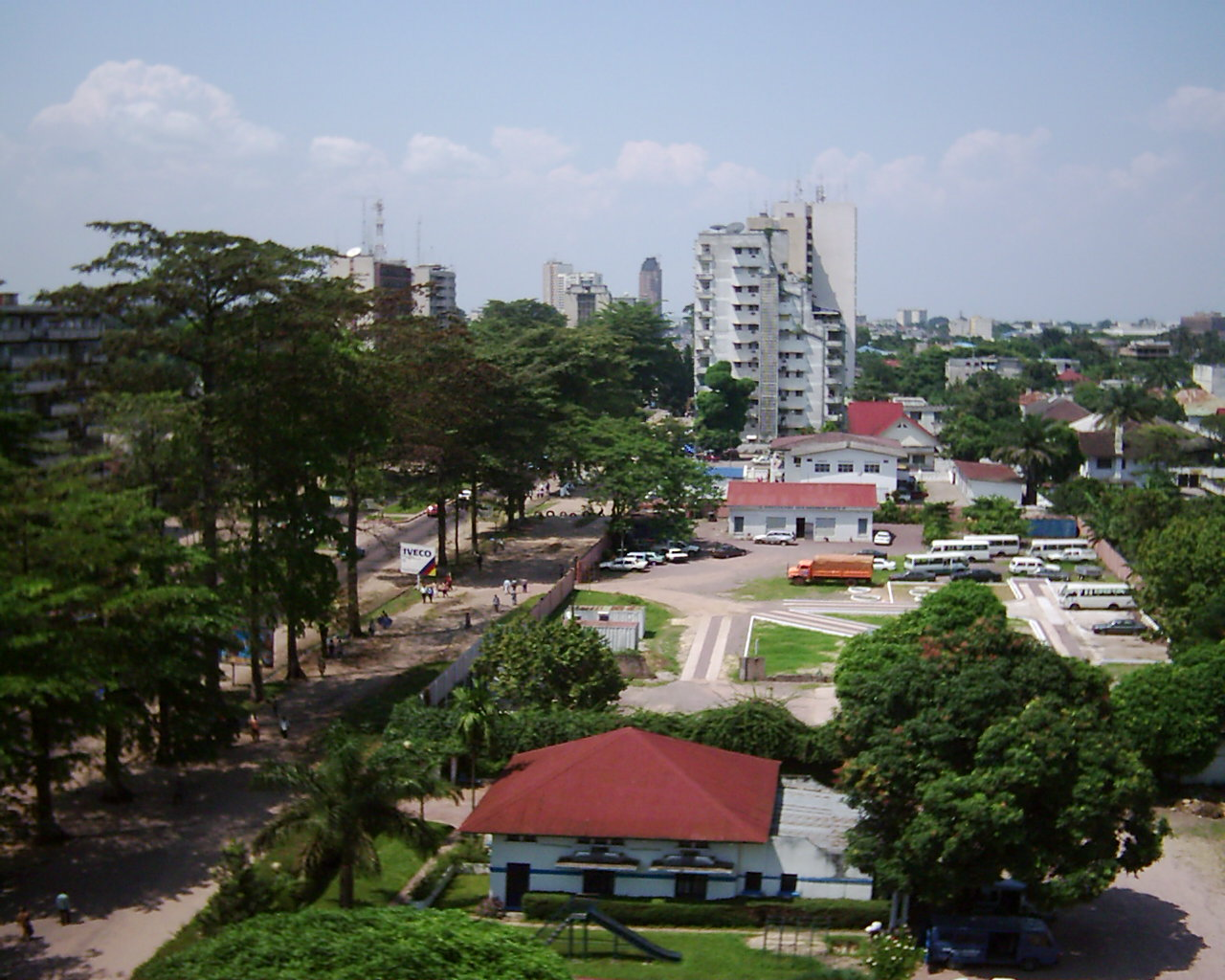
首都キンシャサ

コンゴ民主共和国は地下資源に恵まれるものの、1990年代の内戦などでインフラは破壊され経済は壊滅状態となっており、世界最貧国の1つとなっている。

### 鉱業
銅、コバルト、ダイヤモンド、カドミウム、金、銀、亜鉛、マンガン（世界1位）、スズ、ゲルマニウム、ウラン、ラジウム、ボーキサイト、鉄鉱石、石炭、プラチナ（世界1位）などを産する世界トップクラスの鉱産資源国であり、輸出の約9割を鉱産資源が占める。コバルトの埋蔵量は世界の約65%。かつてはウランの採掘も行われており、ベルギー資本のユニオン・ミニエール社が一手に事業を仕切っていた。1945年に広島市に投下された原子爆弾の原料はベルギー領コンゴ国産であった。
一方、錫石（スズの鉱石）・鉄マンガン重石（タングステンの鉱石）・コルタン（タンタルの鉱石）・金は、北キヴ州で展開する紛争（キヴ紛争及びM23 rebellion）の反政府武装組織（人民防衛国民会議、3月23日運動）の資金源とされている紛争鉱物であり、国内が不安定化する要因の一つとなっている。
また、ギニア湾沖に海底油田を擁しており、原油の輸出も盛んでコンゴ民主共和国の経済を支える重要な財源となっている。

### エネルギー
「コンゴ民主共和国のエネルギー（英語版）」を参照
2008年辺りから本格的に純エネルギー輸出国として国際市場に進出。石油、天然ガス、石炭が発見されており、比較的治安が安定している西部では水力発電所の建設も行われている。アフリカ南部ではアンゴラに次ぐ原油埋蔵量を誇る。埋蔵量の殆どはギニア湾沖であり、内陸で取れる石油資源は少ないとされる。

## 交通

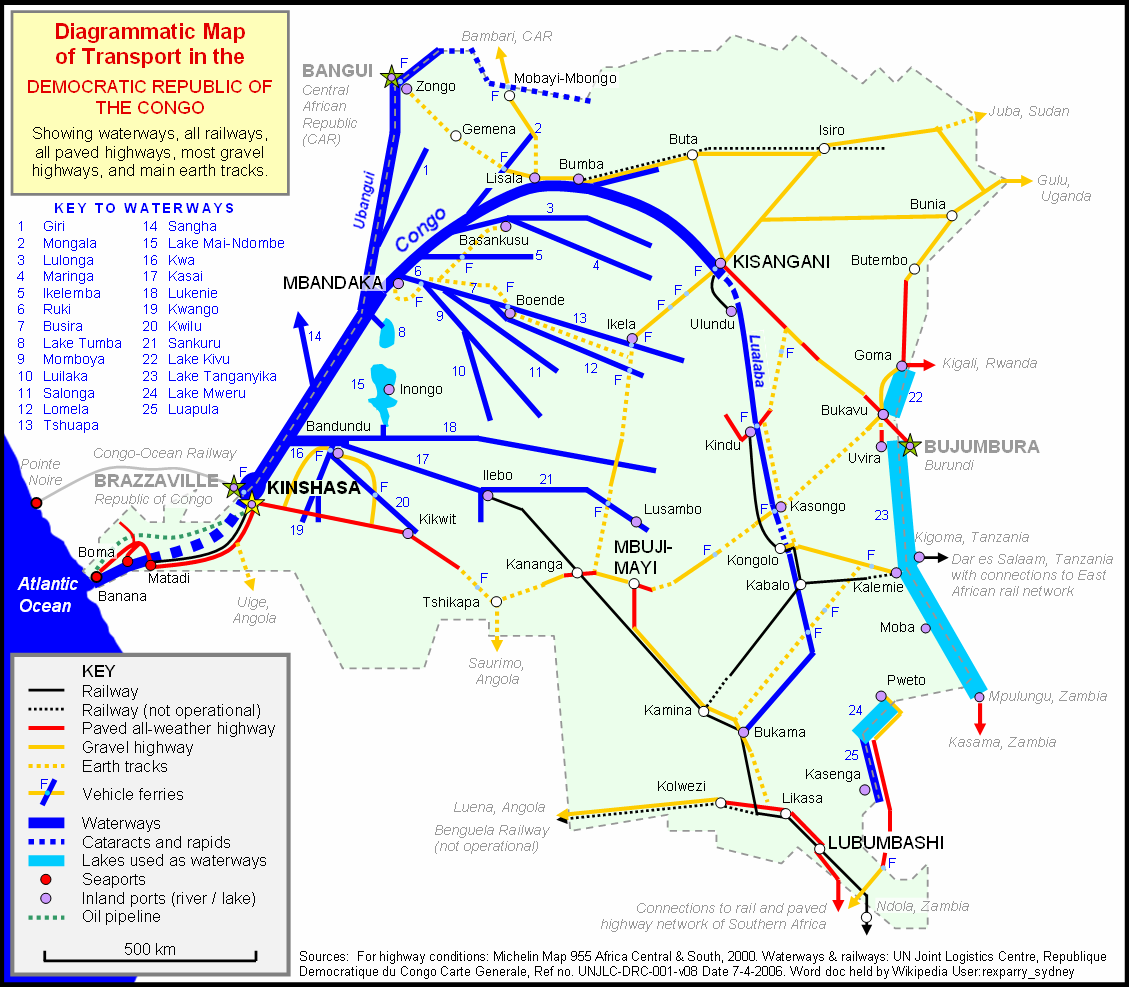
コンゴ民主共和国交通図。青が水運可能な河川、黒が鉄道（以上2006年）、赤は舗装道路、黄は未舗装路（2000年）

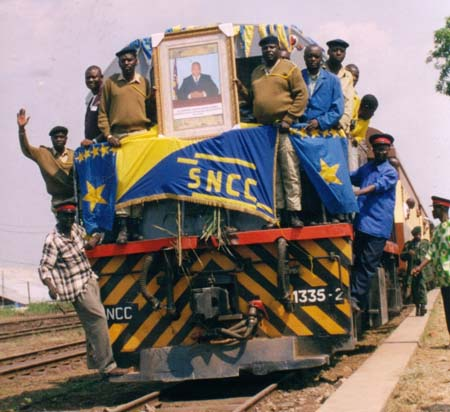
再建された鉄道によりジョゼフ・カビラの肖像画を掲げてルブンバシからキンドゥに到着した列車。

コンゴ民主共和国の陸上交通は慢性的に困難な状態である。コンゴ盆地の地勢と気候は道路や鉄道を建設するのに深刻な障壁となり、この広大な国家を横断するための距離は莫大である。さらに、慢性的な経済的失敗と国内紛争によって長年に渡り、投資が深刻に低い水準に留まっている。
一方で、数千キロの航行可能な水路が存在し、伝統的に水上交通は国の移動の約2/3を占めてきた。
コンゴ民主共和国によって保障された全ての航空会社は安全基準が不十分なため、欧州委員会によりヨーロッパ連合内の飛行・発着を禁止されている。

## 国民

### 人口
コンゴ民主共和国は1960年の独立以降国勢調査を1984年の1度しか実施しておらず、国民の実態を把握することが困難となっている。1984年の国勢調査によると総人口は29,671,407人。次回の国勢調査の予定は2022年11月である。
1997年の推定人口は4,670万人であったが、長引く戦争にもかかわらず急激な増加を示している。しかし人口増加率の算出方法が各所によって異なるため、総人口の推定値は場合によって約1000万人近くの誤差が存在する。例えば国の統計機関は2019年の人口を9,837万人としているが、同年の国際連合の推計値は8,679万人であった。2021年の人口についても国際連合人口基金は9,240万人と推定したのに対して、ザ・ワールド・ファクトブック（中央情報局）はエイズによる平均寿命の低下を考慮したうえで1億504万人と推定している。
国の人口順位は前述の通り資料によって10代後半から20代前半までと変動する。またアフリカではナイジェリア、エチオピア、エジプトに次いで4番目に人口が多い国として位置付けられている。アフリカの上位3か国はいずれも1億人を超えており、5番目に多いタンザニアの人口は6000万人代と大きな隔たりがあることから、こちらの順位が変動することはあまりない。

### 民族
250以上の民族集団が認識され、名づけられている。バントゥー系、スーダン系、ナイル系などの黒人が大半を占め、ピグミーが原住民として60万人いる。最も人口が多いのはコンゴ人、ルバ人、モンゴ人などである。

### 言語

コンゴの言語地図

コンゴ民主共和国内には約242の言語が存在するが、公用語はフランス語である。アフリカの言語からはスワヒリ語（キスワヒリ）、コンゴ語（キコンゴ）、リンガラ語、ルバ語の4つが国民語として認められており、西部ではリンガラ語の影響力が、東部ではスワヒリ語の影響力がそれぞれ増す傾向にある。700もの地方語や方言が話されているが、この言語的不一致は、フランス語と、スワヒリ語、コンゴ語、リンガラ語、ルバ語といった仲介言語の広範な普及によって乗り越えられている。

### 宗教
| コンゴ民主共和国の宗教 | コンゴ民主共和国の宗教 | コンゴ民主共和国の宗教 | コンゴ民主共和国の宗教 | コンゴ民主共和国の宗教 |
| ---------------------- | ---------------------- | ---------------------- | ---------------------- | ---------------------- |
| 宗派                   |                        |                        | パーセンテージ         |                        |
| カトリック             | カトリック             |                        | 50%                    | 50%                    |
| プロテスタント         | プロテスタント         |                        | 20%                    | 20%                    |
| キンバングー教会       | キンバングー教会       |                        | 10%                    | 10%                    |
| イスラム               | イスラム               |                        | 10%                    | 10%                    |
| アフリカ伝統宗教       | アフリカ伝統宗教       |                        | 10%                    | 10%                    |

コンゴ民主共和国の主要宗教はキリスト教であり、人口の約80%によって信仰されている。宗派ごとに見ると、カトリックが50%、プロテスタントが20%、キンバングー教会（キンバングー運動）が10%となる。キンバングー教会は植民地時代にシモン・キンバングによって創設され、植民地支配体制を批判する勢力となったためにベルギー当局によって弾圧された。キンバングー教会には約300万人の信徒が存在し、バス＝コンゴとキンシャサのコンゴ人が主な担い手となっている。コンゴ民主共和国においてウィリアム・ブランハムは最も多くのキリスト教徒を集め、およそ2,000,000人の信徒が存在すると見積もられている 。コンゴキリスト教会の傘下に62のプロテスタントの諸宗派が連合している。人口の20%以上を占めるプロテスタントをカバーしているため、単に「プロテスタント教会」と言及されることもある。
残りの20%の人口のうち、半数はムスリムであり 、残りは伝統宗教か、習合した宗派を信仰している。イスラームはアラブ人の奴隷商人によって象牙交易などを通して普及された。伝統宗教は一神教、アニミズム、生気論、霊魂崇拝、祖先崇拝、ウィッチクラフト、呪術などの概念によって具現化され、幅広い民族集団の間で異なっている。往々にして習合した宗派はキリスト教と伝統的な信仰や儀式を統合し、主流教会によってキリスト教の一部だとみなされることはない。

### 教育

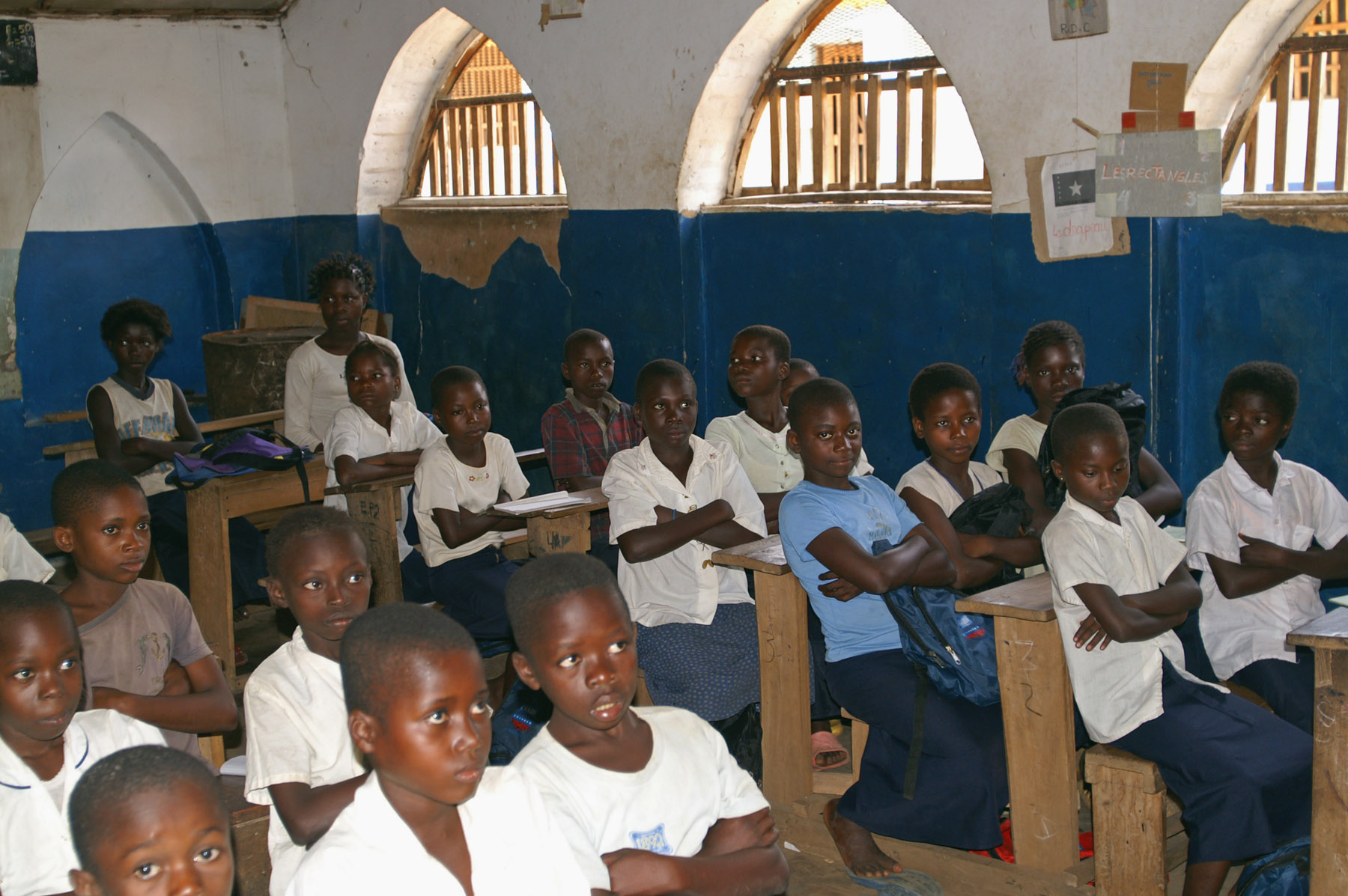
コンゴ民主共和国の教室

コンゴ民主共和国の教育システムはMinistère de l’Enseignement Primaire, Secondaire et Professionnel (MEPSP)、Ministère de l’Enseignement Supérieur et Universitaire (MESU) 、Ministère des Affaires Sociales (MAS)の3つの省庁によって担われている。教育システムはベルギーのものと似ている。2002年には、160,000人の生徒が通う19,000校以上の初等学校と、110,000人の生徒が通う高等学校（中等教育を行う）が存在した。
しかしながら、コンゴ民主共和国の初等教育は必修ではなく、無料でも一般的なものでもなく、多くの児童は両親が入学金を支払うことができないために学校に通うことができない。両親は慣習的に教員の給料を支払うことを期待されているのである。1998年には、近年のデータが利用可能になり、初等教育の就学率の合計は50%だった。就学率の合計は初等学校に正式に登録された生徒の数に基づいており、それゆえに実際の登校率に反映しているとは限らない。2000年には、10歳から14歳までの児童の65%が学校に出席していた。6年間の内戦のため、520万人以上の児童が教育を受けていない。
2021年の推計によれば、識字率は男性89.5%、女性70.8%である。

## 治安
コンゴ民主共和国の治安は非常に不安定な状態に見舞われている。国家の混沌が今も続く為、安易に街中を巡ることは危険性が高く、外出時には常に注意を求められる。ただし、地域別に危険度は変わっている。

### 首都キンシャサ
首都キンシャサでは「シェゲ」と呼ばれるストリート・チルドレンによるひったくりやスリ、「クルナ」と呼ばれる不良暴力集団による殺人、強盗、恐喝事件などが多発している。特に夜間は、武装グループによる民家や車両を狙った強盗などの凶悪事件も多発しており、軍人や警察官が加害者になるケースも稀ではないと言われている。また、警察官などを装って金品を要求する詐欺などの犯罪も頻発しており、警察による安全の確保や事後の捜査は期待出来ないものと見た方がいいとの酷評までされている実情がある。

### 東部地域（ウガンダやルワンダ、ブルンジ、タンザニアなどと国境を接する地域）
また、東部地域（オー＝ウエレ州、イトゥリ州、北キブ州、南キブ州及びバ＝ズエレ州の中央アフリカとの国境地帯など）では、依然として武装勢力による地元住民の虐殺、誘拐などの非人道的行為の発生が多数報告されており、加えて政府の統治も未だ完全に行き届いてはおらず、不安定な状態が続いている。このためイトゥリ州と北キヴ州は反政府武装勢力を鎮圧する名目で2021年5月6日以降、軍と警察に完全な権限が与えられ州政府が運営されており、事実上の戒厳状態にある。この措置は当初は30日間限定であったが以降も議会によって15日ずつ延長を繰り返しており、2022年8月現在に至っても継続されている。しかし紛争の鎮圧に効果があったとは言い難く、2020年4月から2021年5月までの間に国軍と武装勢力との衝突は約400件、それによる民間人殺害が1,374人だったのに対し、戒厳状態となった2021年5月から2022年4月までは約600件、2,500人以上と悪化している。
2022年時点においても民主同盟軍(ADF)をはじめとする、120を超える反政府武装組織が主にイトゥリ州、北キブ州、南キブ州など東部で活動を行っていると見られている。

### カサイ3州
2016年に中央カサイ州で発生した戦闘で、治安が著しく悪化している。

### 人権

#### 女性の地位

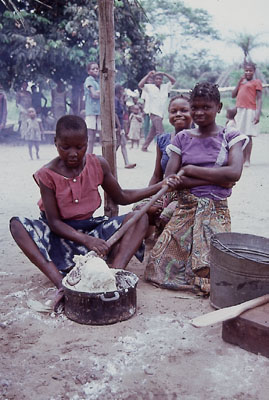
フフを作る若い女性

2006年、国連女子差別撤廃委員会は、コンゴ民主共和国の戦後の過渡期において、女性の人権の尊重・両性の平等の促進が重視されていないことについて懸念を表明した。
2007年、『ワシントン・ポスト』は、コンゴ東部での強姦や性的暴力の深刻さ・頻度について、世界のほかのどの地域よりも悪いと伝えた。アフリカ人権防衛協会の2006年の報告書は、コンゴ民主共和国の女性が法律的・日常的に直面する諸問題を概観している。戦争の中で女性たちは犯され続け、兵士たちの奴隷とされた。解放されたときには、自殺したり、あるいはそのまま入院して亡くなってしまう例も多かったという。
戦争は女性の生活を危ういものにした。そこでは、女性に対する暴力が「武器」として常用された。例えば、男性に銃を突き付けその人自身の娘や母や姉妹を強姦するように強要する事例が多数あったと報告されている。2007年7月には、国際赤十字委員会がコンゴ民主共和国東部の状態に懸念を表明した。昼間は比較的平穏な生活を送りつつ、夜になると安全な場所への避難を余儀なくされる「振り子避難民」女性の存在も指摘された。暴力に関する国連特別報告者として2007年7月にコンゴ東部を視察したヤキン・エルトゥルク (Yakin Ertürk) によれば、南北キヴ州の女性に対する暴力は「想像を絶するほどの残虐性」を含んでおり、「武装集団が地域共同体を襲撃し、略奪し、強姦し、女性と子供を誘拐して性的奴隷としている」という。

## メディア
コンゴ民主共和国は憲法において言論と報道の自由を規定しているが、肝心の同国政府はこの権利の実践を制限している。
また、ジャーナリストへの不当逮捕や殺人、その他の嫌がらせが頻繁に報告されていて現在も問題となっている。国境なき記者団が毎年発表している『報道の自由の世界ランキング』では、2009年にコンゴ民主共和国が175か国中146か国にランク付けされている。

## 文化

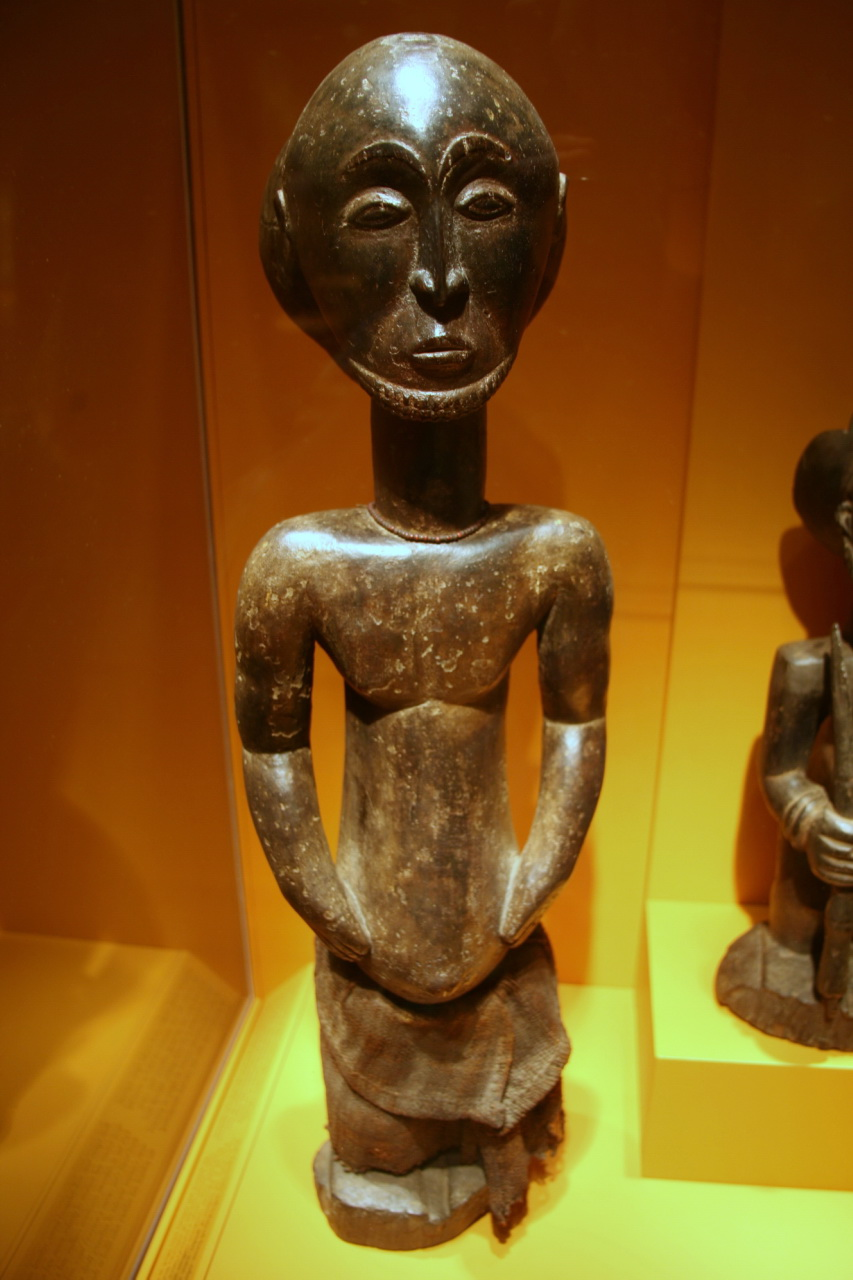
エンバの男性像

コンゴ民主共和国の文化は数百を越す民族集団の多様性と、国全体を通した生き方の差異が反映されている。例えば沿岸部のコンゴ川の河口、上流の熱帯雨林、中央部のサヴァナ、東部の人口が密集した山岳部などである。19世紀末から伝統的な生き方は、植民地主義、独立の混乱、モブツ時代の停滞、そして近年の第一次コンゴ戦争や第二次コンゴ戦争などによって変容した。このような圧力にもかかわらず、コンゴの習慣や文化はクバ王国の伝統（クバの布など）に見られるようにその独自性を強く保っている。6,000万の住民は多くは農村部に居住している。都市部に居住する30%の人口は西側世界の文化の影響に強く開かれている。

### 文学
詩人でありジャーナリストでもあったアントワーヌ＝ロジャー・ボランバの『壊れた鎖』（1945）は、戦時中の同国の凄惨さや激動の場面を深く抉り取った書き口である為、アフリカ文学において高い評価を得られている。
また、自伝作家のレオニー・アボは、夫が当時の政治家であるピエール・ムレレであったことから、亡命生活を始めとする日常生活や革命運動時の様子を基にした作品を世に出しており、『危険な証言』（1996）はその一部として世に知られている。
日本で知名度が高い小説家にはカマ・シウォール・カマンダがおり、テレビ東京系列の番組「YOUは何しに日本へ?」に出演したことからその存在に注目が集まっている。カマンダは語り部や劇作家としても名を馳せている。

### 音楽
ポピュラー音楽においては、植民地時代の1930年代、1940年代にキューバからルンバなどのラテン音楽がもたらされ、ベルギー領コンゴでも盛んにラテン音楽の演奏が行われた。また、1950年代にはアメリカ合衆国のジャズもアフリカン・ジャズとして盛んに受容された。1956年には、「コンゴ音楽の王」とも呼ばれた、フランコことフランソワ・ルアンボ・マキアディが「OKジャズ（後にTPOKジャズに改称）」を結成。また、ル・グラン・カレ（偉大なるカレ）の名前で知られるジョゼフ・カバセレはアフリカン・ジャズを結成した。このような管楽器などを加えた大所帯バンドが流行り出し、ルンバ・コンゴリーズが形成されるようになった。マーロ・マシも同年代のミュージシャンである。
コンゴのポピュラー音楽はそのようなアメリカ大陸のリズムだけではなく、教会音楽やガーナのハイライフ、さらにはコンゴの伝統音楽をも取り入れて発達していった。1969年にパパ・ウェンバが中心となってザイコ・ランガ・ランガが結成された後のポピュラー音楽は、キューバ音楽の模倣を越えてザイール音楽を形成し、その流れのままザイールのポピュラー音楽の主要ジャンルとして諸外国に名を轟かせた、ルンバ・ロックやリンガラ・ポップスと呼ばれるジャンルが生まれた。また、その傍らでアフリカ独自のルンバならびポップダンスのカテゴリーとしてコンゴ・ルンバが新たに創設され、コンゴ・ルンバは後にコンゴ民主共和国とコンゴ共和国の音楽ジャンルの一つとして確立し、2021年12月に無形文化遺産の一つとして登録された。リンガラ・ポップスのミュージシャンとしてはザイコ・ランガ・ランガの他にトゥ・ザイナやタブー・レイ、オルケストル・ヴェヴェ、カンダ・ボンゴマン、サム・マングワナなどの名が挙げられる。
その他にも北東部のイトゥリの森（英: Ituri (Rain)forest）のピグミー人（ムブティ）には独自の音楽文化が存在する。

### 世界遺産
コンゴ民主共和国内には、ユネスコの世界遺産リストに登録された自然遺産が5件存在する。

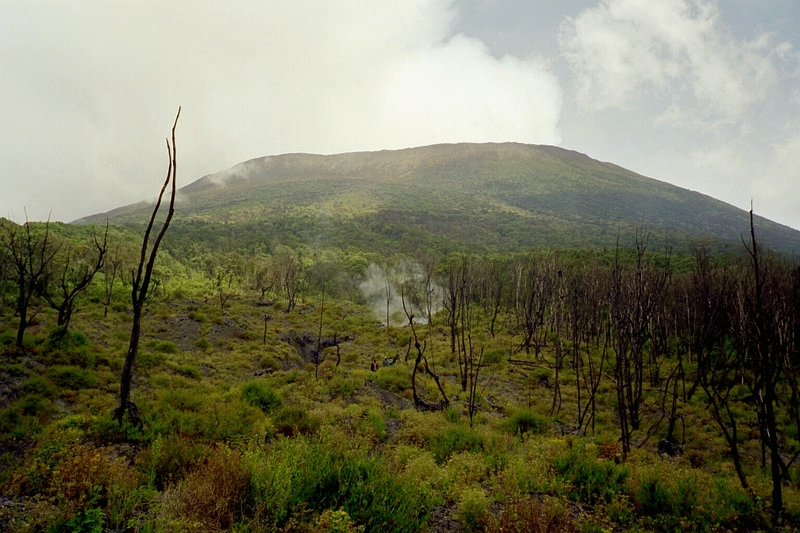
ヴィルンガ国立公園 - （1979年、自然遺産）
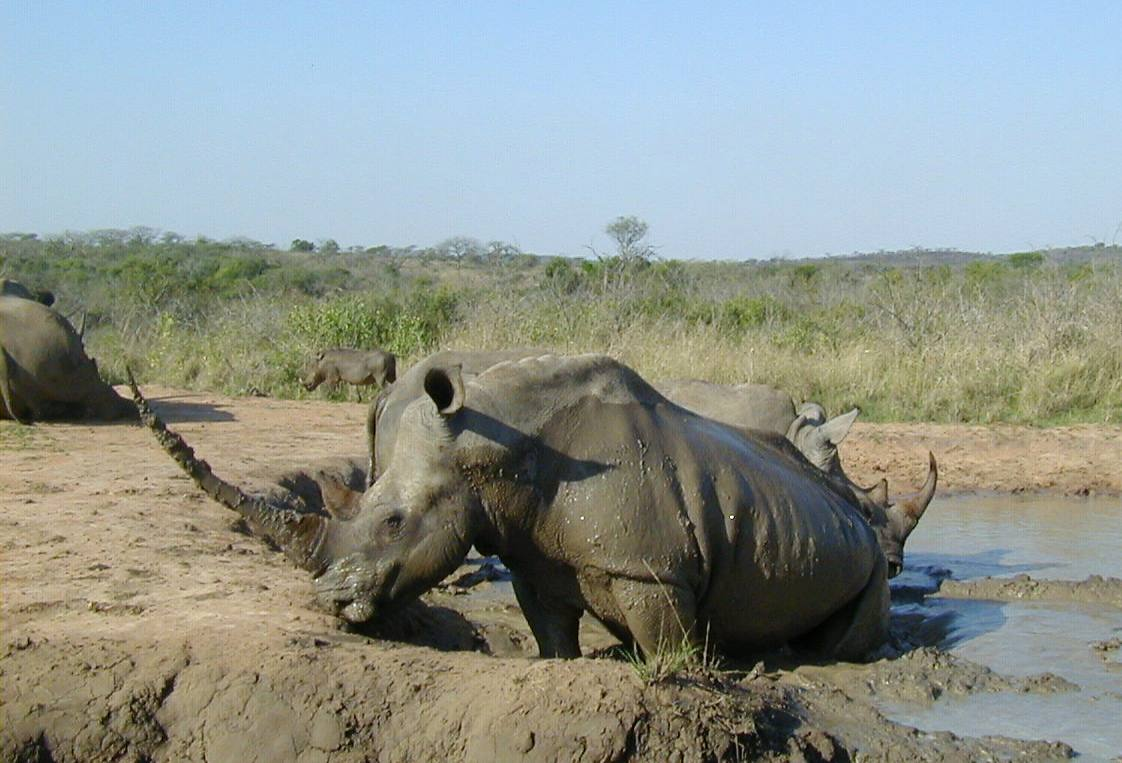
ガランバ国立公園 - （1980年、自然遺産）
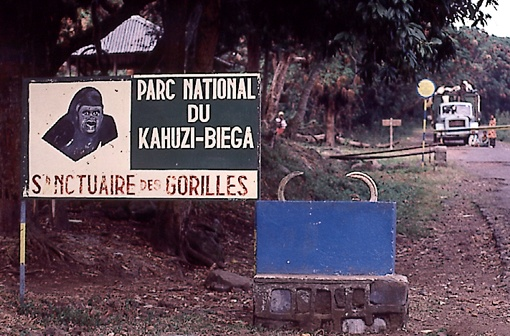
カフジ＝ビエガ国立公園 - （1980年、自然遺産）
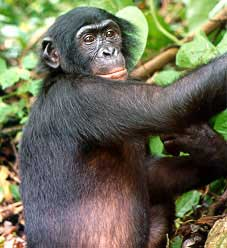
サロンガ国立公園 - （1984年、自然遺産）
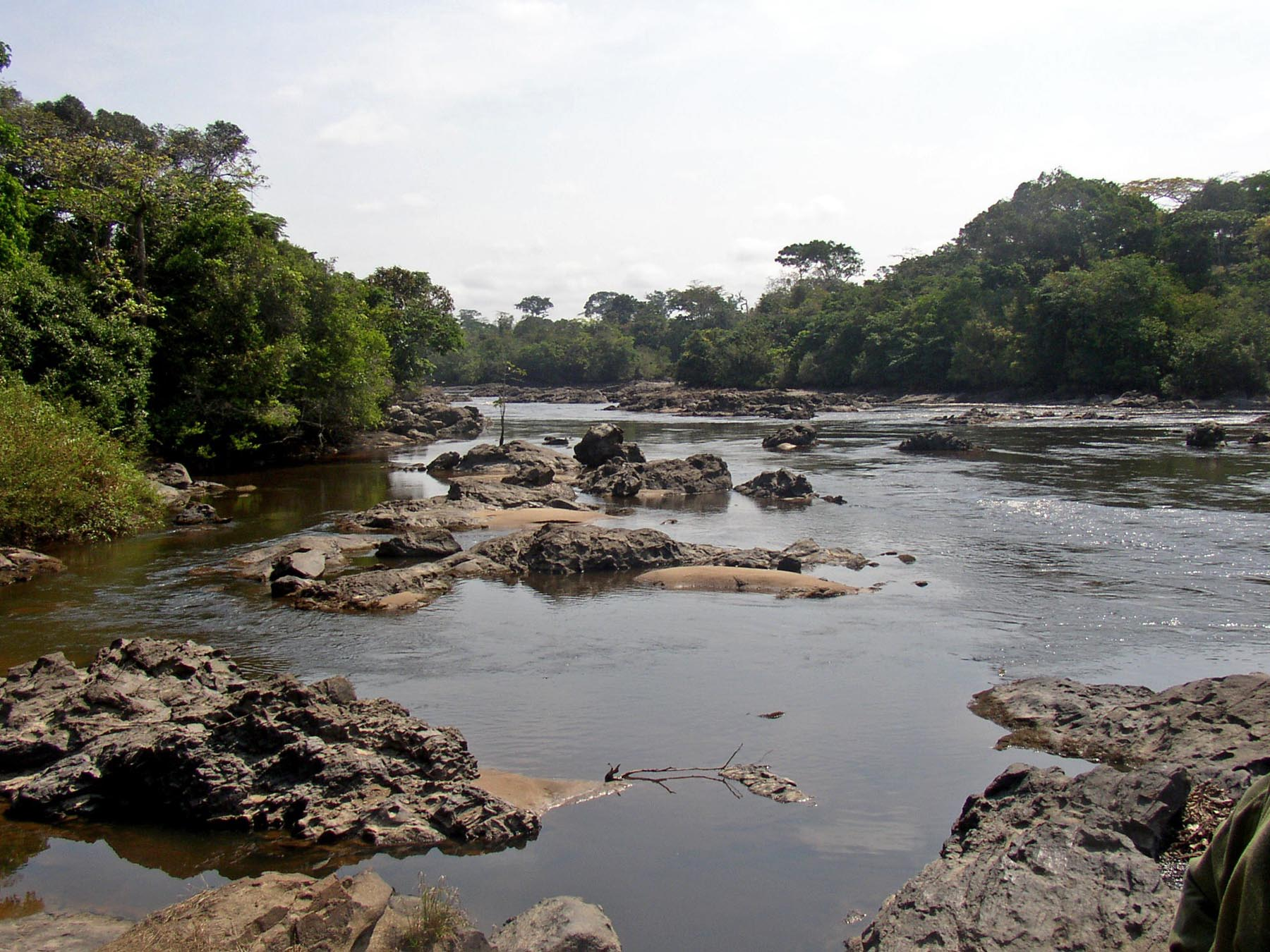
オカピ野生生物保護区 - （1996年、自然遺産）

### 祝祭日
| 日付    | 日本語表記       | 現地語表記 | 備考 |
| ------- | ---------------- | --- | ---- |
| 1月4日  | 独立の殉教者の日 | journée des Martyrs de l'indépendance                                                                         |      |
| 1月16日 |                  | date anniversaire de l'assassinat du Président de la République Laurent-Désiré Kabila                         |      |
| 1月17日 |                  | date anniversaire de l'assassinat du premier Ministre Patrice Émery Lumumba père de l' indépendance nationale |      |
| 5月1日  | メーデー         | journée internationale du travail                                                                             |      |
| 5月17日 |                  | date anniversaire de la libération du Peuple de la tyrannie                                                   |      |
| 6月30日 | 独立記念日       | date anniversaire de l'indépendance                                                                           |      |
| 8月1日  | 両親の日         | fête des parents/anciens                                                                                      |      |

### スポーツ
サッカー
コンゴ民主共和国ではサッカーが圧倒的に1番人気のスポーツとなっており、1958年にプロサッカーリーグのリナフットが創設された。コンゴ民主共和国サッカー協会連盟によって構成されるサッカーコンゴ民主共和国代表は、FIFAワールドカップには1974年大会で初出場を果たしている。アフリカネイションズカップでは自国開催となった1968年大会と、1974年エジプト大会で2度の優勝経験をもつ。

## 著名な出身者
- デニス・ムクウェゲ - 産婦人科医（ノーベル平和賞受賞）
- カマ・シウォール・カマンダ - 作家
- ムエゼ・ンガングラ - 映画監督
- ムテバ・キディアバ - 元サッカー選手
- シャンセル・ムベンバ - サッカー選手
- アルトゥール・マスアク - サッカー選手
- ヤニク・ボラシエ - サッカー選手
- セドリック・バカンブ - サッカー選手